# 多小刺麴黴
多小刺麴黴（学名：Aspergillus spiculosus）为髮菌科麴菌屬下的一个种。

## 扩展阅读
- 維基物種上的相關：多小刺麴黴